# Hesperia (geslacht)
Hesperia is een geslacht van vlinders uit de familie van de dikkopjes (Hesperiidae). 

## Soorten
- Hesperia assiniboia (Lyman, 1892)
- Hesperia attalus (W.H. Edwards, 1871)
- Hesperia caucasica Riabov, 1926
- Hesperia colorado (Scudder, 1874)
- Hesperia columbia (Scudder, 1872)
- Hesperia comma (Linnaeus, 1758) - Kommavlinder
- Hesperia dacotae (Skinner, 1911)
- Hesperia florinda (Butler, 1878)
- Hesperia harpalus (Edwards, 1881)
- Hesperia juba (Scudder, 1872)
- Hesperia jupei Alberti, 1967
- Hesperia leonardus (Harris, 1862)
- Hesperia liberia Plötz, 1883
- Hesperia lindseyi (Holland, 1930)
- Hesperia meskei W.H. Edwards, 1877
- Hesperia metea Scudder, 1863
- Hesperia miriamae MacNeill, 1959
- Hesperia nabokovi (Bell & Comstock, 1948)
- Hesperia nevada (Scudder, 1874)
- Hesperia ottoe W.H. Edwards, 1866
- Hesperia pahaska Luessler, 1938
- Hesperia pawnee Dodge, 1874
- Hesperia ruricola Boisduval, 1852
- Hesperia sassacus Harris, 1862
- Hesperia susanae Miller, 1962
- Hesperia titus Fabricius, 1793
- Hesperia uncas W.H. Edwards, 1863
- Hesperia viridis (W.H. Edwards, 1883)
- Hesperia woodgatei (R.C. Williams, 1914)